# マフディー派
マフディーとはイスラム世界において「導かれた者」または「救世主（メシア）」を意味する。前者の導かれた者という意味ならばムハンマドや正統カリフのことを指す。ムハンマド＝アフマドは、後者の救世主という意味でマフディーを称し、19世紀のアフリカ分割の流れの中、スーダンで反英運動を指導して民族意識を高めた。